# Langues au Qatar
La langue officielle du Qatar est l'arabe standard moderne, mais son utilisation quotidienne est limitée au journalisme et à l'éducation. L'arabe qatari (l'arabe du Golfe) est la variante d'arabe parlée dans la vie de tous les jours. L'anglais est largement connu et souvent utilisé en tant que langue secondaire et dans les affaires.